# Делта (Луизијана)
Делта (енгл. Delta) град је у америчкој савезној држави Луизијана.

## Демографија
По попису из 2010. године број становника је 284, што је 45 (18,8%) становника више него 2000. године.
| Група             | 2000.       | 2010.       |
| Белци             | 222 (92,9%) | 244 (85,9%) |
| Афроамериканци    | 6 (2,5%)    | 27 (9,5%)   |
| Азијати           | 0 (0,0%)    | 0 (0,0%)    |
| Хиспаноамериканци | 8 (3,3%)    | 9 (3,2%)    |
| Укупно            | 239         | 284         |